# Rafaa Salameh
Rafaa Salameh o Rafa Salama (en árabe: رافع سلامة‎) fue un militante palestino y comandante militar en Jan Yunis de las Brigadas Al-Qassam, el ala militar de Hamás. Israel afirmó que lo había asesinado en un ataque aéreo contra el campo de refugiados de Al-Mawasi el 13 de julio de 2024, durante la guerra de Gaza.

## Biografía
Inicialmente trabajó en una escuela en Jan Yunis antes de unirse a Hamás a principios de la década de 1990 y ser nombrado comandante de la brigada de la organización en Jan Yunis bajo el mando de Mohammed Sinwar, hermano de Yahya Sinwar, líder de Hamás en la Franja de Gaza. Israel acusó a Salameh de orquestar la incursión transfronteriza de Gaza en 2006 y la captura de Guilad Schalit, así como la operación inundación de Al-Aqsa. En 2016 reemplazó a Mohamed Sinwar como comandante de la Brigada Jan Yunis y, según Israel, en este puesto Salameh estaba al mando de todos los efectivos de la brigada y «era responsable de todos los lanzamientos de proyectiles que se disparaban desde la zona hacia territorio israelí».
El 13 de julio de 2024 las Fuerzas de Defensa de Israel (FDI) llevaron a cabo un ataque aéreo contra un campamento de refugiados en Al-Mawasi, en la Franja de Gaza (Palestina), un área designada por las propias autoridades israelíes como «segura» para la población. Según Israel el objetivo del ataque era asesinar al comandante militar de Hamás, Mohamed Deif, así como a Rafaa Salameh comandante de la brigada de Jan Yunis, mientras que la organización palestina aseguró que todas las víctimas eran «civiles inocentes e indefensos».  El Ministerio de Salud de Gaza informó que 90 palestinos murieron, mientras que otros 300 resultaron heridos. Según los servicios de emergencia gazatíes, el ejército israelí les atacó cuando se dirigían a atender a los heridos, mató a dos de sus miembros e hirió de gravedad a otros tres. El primer ministro israelí, Benjamín Netanyahu, declaró que no hay certeza alguna de que Deif y el comandante de Hamás en Jan Yunis, Rafaa Salameh, murieran en el ataque aéreo.
Después del ataque un alto cargo de Hamás declaró que Mohamed Deif estaba «bien» y que «supervisa directamente y en buen estado las operaciones del ala militar de Hamás», según recogió la radio pública israelí Kan. Según el canal saudita Al-Hadath, Salameh murió en el ataque mientras que Deif resultó gravemente herido.
El domingo, 14 de julio, el Ejército y el servicio de Inteligencia nacional de Israel, el Shin Bet, anunciaron en un comunicado conjunto la muerte de Rafaa Salameh. Quien figuraba desde hacía décadas entre los hombres más buscados por Israel, que le atribuye la muerte de múltiples civiles y militares. Inicialmente Hamás desestimó las afirmaciones de las FDI de que habían atacado a sus líderes, calificándolas de «acusaciones falsas» que tenían como objetivo «encubrir la escala de la horrible masacre». Sin embargo el portavoz de Hamás, Abú Obeida, confirmó su muerte el 30 de enero de 2025.